# Samnäsfjärden
Samnäsfjärden este o arie protejată (arie specială de conservare — SAC, sit de importanță comunitară — SCI) din Suedia întinsă pe o suprafață de 385,8 ha, integral pe uscat.

## Localizare
Centrul sitului Samnäsfjärden este situat la coordonatele 59°55′40″N 18°55′47″E / 59.9277°N 18.9298°E.

## Înființare
Situl Samnäsfjärden a fost declarat sit de importanță comunitară în iunie 2001 pentru a proteja 1 specie de animale. Situl a fost protejat și ca arie specială de conservare în martie 2011.

## Biodiversitate
Situată în ecoregiunile boreală și marină baltică, aria protejată conține 4 habitate naturale: Lagune de coastă, Insulițe și insule mici din Baltica boreală, Golfuri mici largi și golfuri puțin adânci, Taiga vestică.
La baza desemnării sitului se află o specie protejată de  amfibieni: triton cu creastă (Triturus cristatus).